# Gird Point Lookout
Le Gird Point Lookout est une tour de guet du comté de Ravalli, dans le Montana, aux États-Unis. Situé à 2 348 mètres d'altitude dans les montagnes Sapphire, il est protégé au sein de la forêt nationale de Bitterroot. Il est inscrit au Registre national des lieux historiques depuis le 6 avril 2018.